# Qualificazioni al campionato europeo maschile under 21 di calcio 1998

## Gruppi di qualificazione

### Gruppo 1
| Squadre | Squadre              | P | V | N | P | F  | S  | Pt |
| ------- | -------------------- | - | - | - | - | -- | -- | -- |
| 1       | Grecia               | 8 | 5 | 1 | 2 | 12 | 7  | 16 |
| 2       | Danimarca            | 8 | 5 | 1 | 2 | 16 | 9  | 16 |
| 3       | Croazia              | 8 | 4 | 0 | 4 | 13 | 9  | 12 |
| 4       | Slovenia             | 8 | 3 | 0 | 5 | 9  | 13 | 9  |
| 5       | Bosnia ed Erzegovina | 8 | 1 | 2 | 5 | 6  | 18 | 5  |

| - Grecia 0-2 Slovenia - Grecia 1-0 Bosnia-Erzegovina - Slovenia 0-3 Danimarca - Bosnia-Erzegovina 3-1 Croazia - Danimarca 1-3 Grecia - Slovenia 2-0 Bosnia-Erzegovina - Croazia 0-1 Grecia - Croazia 2-0 Danimarca - Bosnia-Erzegovina 0-0 Grecia - Croazia 2-0 Slovenia | - Grecia 2-0 Croazia - Danimarca 2-1 Slovenia - Danimarca 5-0 Bosnia-Erzegovina - Bosnia-Erzegovina 1-1 Danimarca - Croazia 6-1 Bosnia-Erzegovina - Slovenia 1-3 Grecia - Danimarca 1-0 Croazia - Bosnia-Erzegovina 1-2 Slovenia - Grecia 2-3 Danimarca - Slovenia 1-2 Croazia |

| Squadre | Squadre     | P | V | N | P | F  | S  | Pt |
| ------- | ----------- | - | - | - | - | -- | -- | -- |
| 1       | Inghilterra | 8 | 5 | 3 | 0 | 7  | 1  | 18 |
| 2       | Georgia     | 8 | 3 | 3 | 2 | 10 | 10 | 12 |
| 3       | Italia      | 8 | 3 | 2 | 3 | 17 | 6  | 11 |
| 4       | Polonia     | 8 | 1 | 5 | 2 | 10 | 15 | 8  |
| 5       | Moldavia    | 8 | 1 | 1 | 6 | 5  | 17 | 4  |

| - Moldavia 0-2 Inghilterra - Moldavia 0-3 Italia - Inghilterra 0-0 Polonia - Italia 6-0 Georgia - Georgia 0-1 Inghilterra - Polonia 1-3 Moldavia - Inghilterra 1-0 Italia - Italia 6-0 Moldavia - Polonia 1-1 Italia - Inghilterra 0-0 Georgia | - Italia 1-1 Polonia - Polonia 1-1 Inghilterra - Georgia 1-0 Moldavia - Polonia 2-2 Georgia - Inghilterra 1-0 Moldavia - Georgia 2-0 Italia - Moldavia 0-0 Georgia - Moldavia 2-3 Polonia - Georgia 5-1 Polonia - Italia 0-1 Inghilterra |

| Squadre | Squadre     | P | V | N | P | F  | S  | Pt |
| ------- | ----------- | - | - | - | - | -- | -- | -- |
| 1       | Norvegia    | 8 | 5 | 2 | 1 | 22 | 10 | 17 |
| 2       | Francia     | 8 | 4 | 3 | 1 | 13 | 8  | 15 |
| 3       | Svizzera    | 8 | 2 | 3 | 3 | 13 | 17 | 9  |
| 4       | Finlandia   | 8 | 2 | 3 | 3 | 8  | 10 | 9  |
| 5       | Ungheria    | 8 | 1 | 1 | 6 | 9  | 20 | 4  |
| 6       | Azerbaigian | 0 | 0 | 0 | 0 | 0  | 0  | 0  |

| - Norvegia 1-1 Francia - Ungheria 0-1 Finlandia - Finlandia 1-1 Svizzera - Norvegia 4-1 Ungheria - Svizzera 3-7 Norvegia - Francia 2-0 Ungheria - Francia 1-0 Svizzera - Norvegia 3-0 Finlandia - Svizzera 4-1 Ungheria - Francia 2-1 Finlandia | - Finlandia 1-1 Francia - Ungheria 2-0 Norvegia - Ungheria 2-2 Svizzera - Finlandia 0-0 Norvegia - Svizzera 2-1 Finlandia - Ungheria 2-4 Francia - Norvegia 4-1 Svizzera - Finlandia 3-1 Ungheria - Svizzera 0-0 Francia - Francia 2-3 Norvegia |

| Squadre | Squadre     | P  | V | N | P | F  | S  | Pt |
| ------- | ----------- | -- | - | - | - | -- | -- | -- |
| 1       | Svezia      | 10 | 9 | 0 | 1 | 30 | 6  | 27 |
| 2       | Austria     | 10 | 6 | 2 | 2 | 21 | 12 | 20 |
| 3       | Bielorussia | 10 | 6 | 2 | 2 | 17 | 7  | 20 |
| 4       | Lettonia    | 10 | 2 | 2 | 6 | 6  | 18 | 8  |
| 5       | Scozia      | 10 | 2 | 1 | 7 | 10 | 20 | 7  |
| 6       | Estonia     | 10 | 1 | 1 | 8 | 4  | 25 | 4  |

| - Svezia 1-3 Bielorussia - Austria 4-0 Scozia - Bielorussia 3-1 Estonia - Lettonia 0-2 Svezia - Estonia 1-1 Bielorussia - Lettonia 0-0 Scozia - Estonia 0-1 Scozia - Svezia 4-1 Austria - Bielorussia 2-0 Lettonia - Austria 0-0 Lettonia - Scozia 1-4 Svezia - Scozia 4-0 Estonia - Scozia 1-2 Austria - Lettonia 0-3 Bielorussia - Austria 7-1 Estonia | - Svezia 2-1 Scozia - Estonia 0-1 Lettonia - Bielorussia 1-0 Scozia - Lettonia 1-3 Austria - Estonia 0-2 Svezia - Bielorussia 0-1 Svezia - Estonia 0-1 Austria - Lettonia 0-1 Estonia - Austria 0-4 Svezia - Scozia 0-3 Bielorussia - Bielorussia 1-1 Austria - Svezia 5-0 Lettonia - Svezia 5-0 Estonia - Scozia 2-4 Lettonia - Austria 2-0 Bielorussia |

| Squadre | Squadre     | P | V | N | P | F  | S  | Pt |
| ------- | ----------- | - | - | - | - | -- | -- | -- |
| 1       | Russia      | 8 | 6 | 1 | 1 | 27 | 7  | 19 |
| 2       | Israele     | 8 | 5 | 2 | 1 | 17 | 9  | 17 |
| 3       | Bulgaria    | 8 | 4 | 0 | 4 | 16 | 12 | 12 |
| 4       | Cipro       | 8 | 3 | 1 | 4 | 16 | 15 | 10 |
| 5       | Lussemburgo | 8 | 0 | 0 | 8 | 3  | 36 | 0  |

| - Russia 2-1 Cipro - Israele 2-0 Bulgaria - Israele 1-0 Russia - Lussemburgo 0-4 Bulgaria - Lussemburgo 1-7 Russia - Cipro 1-1 Israele - Cipro 3-0 Bulgaria - Israele 2-1 Lussemburgo - Cipro 0-4 Russia - Lussemburgo 0-5 Israele | - Bulgaria 3-1 Cipro - Russia 8-0 Lussemburgo - Israele 4-3 Cipro - Bulgaria 3-0 Lussemburgo - Russia 1-1 Israele - Bulgaria 3-1 Israele - Lussemburgo 1-2 Cipro - Bulgaria 1-2 Russia - Russia 3-2 Bulgaria - Cipro 5-0 Lussemburgo |

| Squadre | Squadre    | P | V | N | P | F  | S  | Pt |
| ------- | ---------- | - | - | - | - | -- | -- | -- |
| 1       | Spagna     | 8 | 7 | 1 | 0 | 18 | 6  | 22 |
| 2       | Jugoslavia | 8 | 6 | 0 | 2 | 14 | 3  | 18 |
| 3       | Slovacchia | 8 | 3 | 1 | 4 | 16 | 10 | 10 |
| 4       | Rep. Ceca  | 8 | 3 | 0 | 5 | 13 | 13 | 9  |
| 5       | Malta      | 8 | 0 | 0 | 8 | 0  | 29 | 0  |

| - Jugoslavia 1-0 Malta - Repubblica Ceca 4-0 Malta - Slovacchia 3-0 Malta - Repubblica Ceca 1-2 Spagna - Jugoslavia 3-0 Repubblica Ceca - Spagna 1-1 Slovacchia - Spagna 1-0 Jugoslavia - Malta 0-3 Spagna - Spagna 1-0 Malta - Malta 0-6 Slovacchia | - Repubblica Ceca 0-1 Jugoslavia - Jugoslavia 1-2 Spagna - Jugoslavia 1-0 Slovacchia - Spagna 4-0 Repubblica Ceca - Slovacchia 0-1 Repubblica Ceca - Slovacchia 0-1 Jugoslavia - Malta 0-5 Repubblica Ceca - Slovacchia 3-4 Spagna - Repubblica Ceca 2-3 Slovacchia - Malta 0-6 Jugoslavia |

| Squadre | Squadre     | P | V | N | P | F  | S  | Pt |
| ------- | ----------- | - | - | - | - | -- | -- | -- |
| 1       | Paesi Bassi | 8 | 6 | 1 | 1 | 26 | 5  | 19 |
| 2       | Turchia     | 8 | 5 | 0 | 3 | 16 | 8  | 15 |
| 3       | Belgio      | 8 | 4 | 1 | 3 | 16 | 12 | 13 |
| 4       | Galles      | 8 | 4 | 0 | 4 | 9  | 9  | 12 |
| 5       | San Marino  | 8 | 0 | 0 | 8 | 2  | 35 | 0  |

| - San Marino 0-3 Galles - Galles 4-0 San Marino - Belgio 1-2 Turchia - Galles 0-2 Paesi Bassi - San Marino 1-5 Belgio - Paesi Bassi 0-1 Galles - Turchia 3-0 San Marino - Galles 0-3 Turchia - Belgio 2-2 Paesi Bassi - Paesi Bassi 6-0 San Marino | - Galles 1-0 Belgio - Turchia 0-1 Paesi Bassi - Turchia 1-2 Belgio - San Marino 0-7 Paesi Bassi - Belgio 3-0 San Marino - Turchia 3-0 Galles - Paesi Bassi 5-2 Belgio - San Marino 1-4 Turchia - Paesi Bassi 3-0 Turchia - Belgio 1-0 Galles |

| Squadre | Squadre   | P | V | N | P | F  | S  | Pt |
| ------- | --------- | - | - | - | - | -- | -- | -- |
| 1       | Romania   | 8 | 8 | 0 | 0 | 18 | 4  | 24 |
| 2       | Islanda   | 8 | 4 | 1 | 3 | 10 | 10 | 13 |
| 3       | Irlanda   | 8 | 3 | 0 | 5 | 11 | 7  | 9  |
| 4       | Lituania  | 8 | 3 | 0 | 5 | 8  | 12 | 9  |
| 5       | Macedonia | 8 | 1 | 1 | 6 | 3  | 17 | 4  |

| - Islanda 2-0 R.Macedonia - Romania 2-1 Lituania - Lituania 0-3 Islanda - Irlanda 4-0 Macedonia - Islanda 2-3 Romania - Islanda 0-1 Islanda - Macedonia 0-1 Romania - Lituania 1-2 Romania - Macedonia 0-4 Irlanda - Romania 1-0 Irlanda | - Macedonia 1-1 Islanda - Islanda 0-2 Lituania - Irlanda 2-0 Lituania - Romania 3-0 Macedonia - Islanda 1-0 Irlanda - Lituania 1-0 Macedonia - Lituania 2-1 Irlanda - Romania 4-0 Islanda - Irlanda 0-2 Romania - Macedonia 2-1 Lituania |

| Squadre | Squadre    | P | V | N | P | F  | S  | Pt |
| ------- | ---------- | - | - | - | - | -- | -- | -- |
| 1       | Germania   | 8 | 6 | 2 | 0 | 20 | 3  | 20 |
| 2       | Ucraina    | 8 | 5 | 1 | 2 | 14 | 4  | 16 |
| 3       | Portogallo | 8 | 4 | 2 | 2 | 20 | 11 | 14 |
| 4       | Albania    | 8 | 1 | 1 | 6 | 6  | 19 | 4  |
| 5       | Armenia    | 8 | 1 | 0 | 7 | 8  | 31 | 3  |

| - Armenia 3-4 Portogallo - Ucraina 1-0 Portogallo - Albania 2-4 Portogallo - Armenia 0-1 Germania - Albania 3-2 Armenia - Portogallo 1-0 Ucraina - Portogallo 1-2 Germania - Albania 0-3 Ucraina - Albania 0-4 Germania - Germania 2-0 Ucraina | - Ucraina 7-0 Armenia - Ucraina 1-1 Germania - Portogallo 1-1 Albania - Ucraina 1-0 Albania - Portogallo 8-1 Armenia - Germania 1-1 Portogallo - Armenia 2-0 Albania - Germania 7-0 Armenia - Armenia 0-1 Ucraina - Germania 2-0 Albania |

| Squadre | Squadre     | P | V | N | P | F  | S | Pt |
| ------- | ----------- | - | - | - | - | -- | - | -- |
| 1       | Romania     | 6 | 6 | 0 | 0 | 14 | 4 | 18 |
| 2       | Spagna      | 6 | 5 | 1 | 0 | 14 | 6 | 16 |
| 3       | Svezia      | 6 | 5 | 0 | 1 | 18 | 4 | 15 |
| 4       | Norvegia    | 6 | 4 | 2 | 0 | 18 | 7 | 14 |
| 5       | Germania    | 6 | 4 | 2 | 0 | 12 | 3 | 14 |
| 6       | Paesi Bassi | 6 | 4 | 1 | 1 | 13 | 5 | 13 |
| 7       | Russia      | 6 | 4 | 1 | 1 | 12 | 6 | 13 |
| 8       | Grecia      | 6 | 4 | 0 | 2 | 11 | 7 | 12 |
| 9       | Inghilterra | 6 | 3 | 3 | 0 | 4  | 1 | 12 |